# دانييل ماجليوتشيتي
دانييل ماجليوتشيتي (بالإيطالية: Daniele Magliocchetti)‏ (11 مايو 1986 بروما في إيطاليا - ) هو لاعب كرة قدم إيطالي في مركز الدفاع. لعب مع نادي أسكولي ونادي تريستينا ونادي روما ونادي ريجيانا 1919 ونادي كالياري وهيلاس فيرونا ونادي مدينة بونه لكرة القدم وASD Real Agro Aversa ‏.

## روابط خارجية
- دانييل ماجليوتشيتي على موقع قاعدة بيانات كرة القدم.إي يو (الإنجليزية)
- دانييل ماجليوتشيتي على موقع Soccerway.com (الإنجليزية)